# Bytowa
Bytowa (Bytówka, kaszb. Bëtowa) – rzeka, lewostronny dopływ Słupi o długości 27,74 km.
Rzeka przepływa przez wschodni obszar Pojezierza Bytowskiego i południowo-wschodni obszar Wysoczyzny Polanowskiej. Źródła rzeki znajdują się na wschód od Ugoszczy (jeden z cieków źródłowych wypływa z Jeziora Gromadzkiego). W górnym przepływie bieg rzeki prowadzi przez Jezioro Mądrzechowskie i Bytów. Dolny odcinek przebiegu rzeki jest odcinkiem leśnym przebiegającym przez połacie Puszczy Słupskiej objętej Parkiem Krajobrazowym "Dolina Słupi". Odcinek ujściowy od koryta Starej Słupi do ujścia nieopodal jeziora Głębokiego stanowi zalew zwany „Cichą Wodą”. Bytowa jest rzeką spławną od miasta Bytów.